# Agoniates halecinus
Agoniates halecinus és una espècie de peix de la família dels caràcids i de l'ordre dels caraciformes.

## Morfologia
- Els mascles poden assolir 21,5 cm de llargària total.[2]

## Hàbitat
Viu en zones de clima tropical.

## Distribució geogràfica
Es troba a Sud-amèrica: conques dels rius Essequibo, Branco, Araguari, Capim, Tocantins, Xingu, Tapajós, Trombetas, Negro, Casiquiare i Tefé.